# Môco
Der Môco – auch Morro de Moco oder Serra do Môco – ist ein Berg im Hochland von Bié und mit 2619 m der höchste Berg Angolas. Er liegt im Kreis Londuimbale, in der Provinz Huambo, nordwestlich der Stadt Huambo.